# Jona
| Zwölfprophetenbuch des Tanach                                                                            |
| --- |
| - Hosea - Joel - Amos - Obadja - Jona - Micha - Nahum - Habakuk - Zefanja - Haggai - Sacharja - Maleachi |
| Namen nach dem ÖVBE                                                                                      |

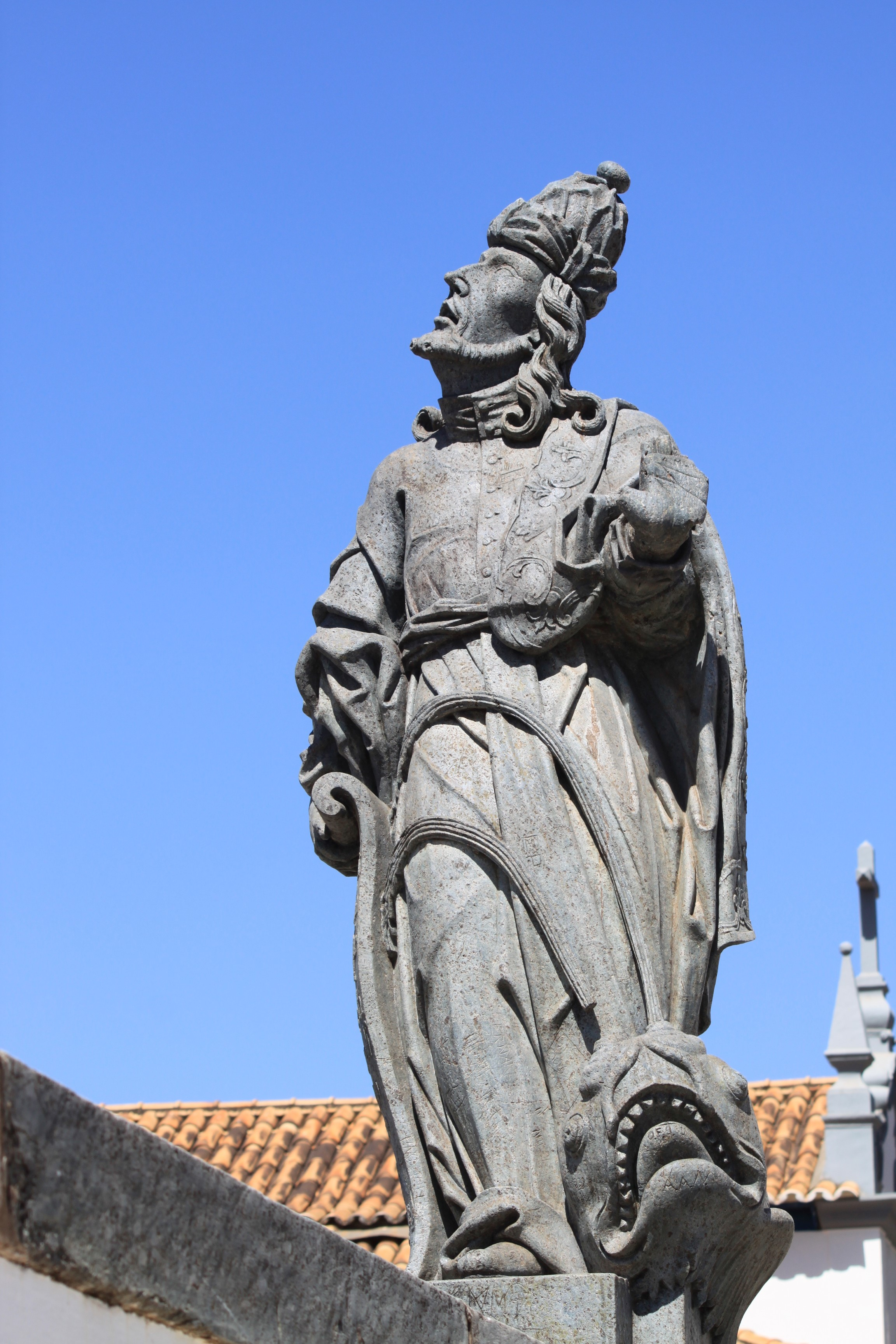
Prophet Jonas, Spätbarocke Skulptur von Aleijadinho

Jona (hebräisch יוֹנָה jōnâ, deutsch ‚Taube‘, altgriechisch Ιωνας, lateinisch Ionas) ist der Name eines Schriftpropheten im Tanach (vollständig: hebräisch יוֹנָה בֶן־אֲמִתַּי [joˈnaː vɛn amitˈtaj], deutsch ‚Jona, Sohn des Amittai‘) und einer nach ihm benannten Schrift. Diese gehört zum Zwölfprophetenbuch. Sie stellt darin die einzige durchgehende Erzählung dar und beinhaltet nur eine Prophezeiung.

## Name
Der Name Jona geht auf die gleichlautende Vokabel zurück und bedeutet „Taube“. Es handelt sich dabei um den Hauptakteur, nicht jedoch um den Verfasser des Buches. Er wird mit dem gleichnamigen Propheten in 2 Kön 14,25  gleichgesetzt.
Hans Walter Wolff nahm an, dass in der Namensbedeutung angedeutet sei, dass der Prophet „ein Flattergeist und doch ein Sohn der Treue Jahwes“ sei. Ob hinter der Namenswahl tatsächlich ein Interesse an der Wortbedeutung oder lediglich die Aufnahme einer bereits bekannten Prophetengestalt steckt, ist ungewiss.
Die Septuaginta gibt seinen Namen mit Ἰωνᾶς Iōnâs wieder, die Vulgata mit Jonas. Im Arabischen heißt der Prophet يُونُس yūnus.

## Entstehung
In der Forschung existieren verschiedene Theorien zur Entstehung des Jonabuches, die vor allem in vier Problemfeldern gründen:
- Zwei motivgeschichtlich sehr verschiedene Teile bilden jeweils einen geschlossenen Erzählbogen. Dies führte zur These, dass zwei Erzählungen (Stillung des Seesturms und die Bekehrung einer sündigen Stadt) zu einer Schrift zusammengefügt wurden. Demgegenüber steht die symmetrische Struktur beider Teile. Als sicher gilt, dass der Verfasserkreis unterschiedliche Stoffe kunstvoll kombinierte, die genaue Gestalt dieser Geschichten lässt sich jedoch nicht rekonstruieren.[6]
- Der auffallende Wechsel von JHWH und Elohim führte zu Versuchen, eine Elohim-Grundschicht und eine JHWH-Bearbeitung zu rekonstruieren. dies fand jedoch wenig Zustimmung.[6]
- Oft vermutete man aufgrund der Dublette in 4,5b | 4,6a eine mehrstufige Wachstumsgeschichte. Dieses Problem lässt sich als literarische Technik der „Nachholung“ oder interpretatorisch lösen.[7]
- Die Frage, ob der Jonapsalm Jona 2,3–10 EU zur ursprünglichen Erzählung gehört oder ob es sich um eine nachträgliche Einfügung handelt, ist das meistdiskutierte Problem. Als Gründe für eine nachträgliche Ergänzung werden Differenzen in Situation, Sprache und Charakter angeführt. Neuere Arbeiten halten mit guten Gründen an der Einheitlichkeit des Textes fest.[7]

Heute wird das Buch Jona zumeist als literarisch einheitlich interpretiert.
Der Mehrheitsmeinung entspricht eine Datierung des Buches um den Wechsel vom 4. ins 3. Jh. v. Chr., vermutlich in Jerusalem oder der ägyptischen Diaspora:
- Auf die nachexilische Zeit deuten die vielfältigen Anspielungen auf andere biblische Bücher, insbesondere die gezielten Bezüge zum Jeremiabuch, und die dtr. Umkehrtheologie.
- Für die frühhellenistische Epoche spricht die Aufnahme der griechisch-mythologischen Stoffe.
- In Blick auf die wörtlichen intertextuellen Gemeinsamkeiten zwischen Joel und Jona ist die Abhängigkeit Jonas von Joel wahrscheinlicher.
- Sprachliche Gründe sprechen dafür, dass Jona zu den späteren Schriften zählt.

Der  terminus ante quem ist durch die in Sir 49,10  erwähnte Sammlung der „Zwölf Propheten“ gegeben, die eine Datierung in die Zeit nach 190 v. Chr. nicht mehr ermöglicht.

## Historische Einordnung und Historizität

### Historischer Hintergrund
Das Jonabuch selbst verzichtet auf eine Einbindung in die Geschichte Israels.
Eine Einordnung wird durch die Gleichsetzung mit Jona Ben Amittai ermöglicht, der nach 2. Könige 14,25  die Wiederherstellung der alten israelitischen Nordgrenze durch König Jerobeam II. (781–742 v. Chr.) vorhergesagt hatte. In der biblischen Zeitrechnung ist somit die Zeit des Jona vor oder während der Regierungszeit Jerobeams II. anzusetzen, der im fünfzehnten Regierungsjahr seines Bruders Amazja (800–783 v. Chr.) König von Israel wurde. Beider Vater war König Joasch (um 840–801 v. Chr.). Seine Heimat war demnach der Ort Gat-Hefer in Galiläa. Es gibt bislang keine außerbiblischen schriftlichen Zeugnisse für die Historizität Jonas. Angeblich befindet sich sein Grab in dem Dorf Nebi-Junis. Über dem Grab stand die unter Saddam Hussein wiederaufgebaute Prophet-Jona-Moschee (eine ehemalige Klosterkirche) im Osten Mossuls, bis sie 2014 von der Terrororganisation Islamischer Staat geplündert und gesprengt wurde.
Die assyrische Stadt Ninive wurde 612 v. Chr. zerstört und für das Juden- und Christentum zum Synonym einer gottlosen bzw. gottverlassenen Stadt.
Allerdings zeigen weder die handelnden Personen noch die gezeigten Schauplätze irgendein historisch-individuelles Profil. „Name, Nationalität und Gott des ‚Königs von Ninive‘ werden nicht genannt, so daß die Erzählung dementsprechend auch nicht in einer bestimmten Zeit verankert ist. Es fehlen sowohl die politische Dimension als auch religiöse Details.“

### Historizität
Neben der fehlenden historischen Einbindung treten im Jonabuch mehrere sachliche und historische Ungereimtheiten zutage.
Die Verschlingung Jonas durch den großen Fisch rief bereits im Altertum bei Kritikern der frühen Kirche Spott hervor. Ihre Historizität sollte in der neuzeitlichen Forschung durch teilweise sehr merkwürdige Erklärungen gesichert werden. So vermuteten einige Forscher des 18. Jahrhunderts, Jona sei von einem Schiff mit dem Namen „großer Fisch“ aufgenommen worden oder er habe in einer Herberge übernachtet, die „Zum Walfisch“ hieß. Die schon im 18. Jahrhundert vertretene Erklärung der Verschlingung als Traumerlebnis ist zwar weniger skurril, aber auch sie hat keinen Anhalt im Text. Auch Versuche, die Verschlingung Jonas durch Verweis auf Parallelfälle historisch wahrscheinlich zu machen, haben die Mehrheit der Forschung nicht überzeugt. Im angelsächsischen Raum wurde zu Beginn des 20. Jahrhunderts der Fall eines gewissen James Bartley, eines amerikanischen Waljägers diskutiert, der 1891 vor den Falklandinseln von einem Pottwal verschlungen, aber von seinen Kameraden aus dem Magen des erlegten Wals lebend gerettet wurde. Bartley soll bei seiner Rettung bewusstlos und vom Magensaft des Wals angegriffen gewesen sein. Dies verkennt die theologischen Aussagen, die hinter dem Bild stecken (siehe unten Verschlingungsmotiv).
Ein weiterer unhistorischer Zug ist die Schilderung Ninives. Ninive gilt im Jonabuch als Residenz eines Königs (Kap. 3), tatsächlich war die Stadt aber erst seit Sanherib die zentrale assyrische Residenz, die auch in Israel als solche wahrgenommen wurde, also nach 705 v. Chr. und damit lange nach dem historischen Jona. Abgesehen davon lassen sich in der Ninivedarstellung des Jonabuches neben den assyrischen Elementen solche wiederfinden, die zu der antiken Vorstellung von den Persern gehören. Die Verbindung von assyrischen und persischen Elementen spricht dafür, dass keine historisch zutreffende Ninive-Darstellung vorliegt, sondern ein Ninivebild, das aus einer Zeit stammt, in der sowohl das Assyrerreich wie auch das Perserreich schon Vergangenheit waren.

## Gattung
Die Gattung des Jonabuchs ist strittig. Ausgehend von der rhetorischen Schlussfrage, die sich nicht nur an die Figur Jona, sondern letztendlich an den Leser richtet, ist das Buch am ehesten als didaktische Lehrerzählung einzuordnen. Sie arbeitet mit den Mitteln von Satire und Ironie. Die Beziehung der Themen zueinander muss erklärt werden. Auch die vielfache Bezugnahme auf andere biblische Texte zeugt vom lehrhaften Charakter der Erzählung.
Darüber hinaus kann das Jonabuch auch als „didaktische Erzählung“, „didaktische Novelle“ oder „Midrasch“ eingeordnet werden.
Entscheidend ist das theologische Anliegen der Erzählung, nicht die Darstellung geschichtlicher Ereignisse.

## Text und Aufbau

### Gliederung
Das Buch Jona gliedert sich in die beiden Teile 1–2  und 3–4 . Beide Teile bestehen aus je 3 Szenen mit analoger Geschehensstruktur:
|        | Szene 1 | Szene 2                                       | Szene 2                                            | Szene 2                                          | Szene 3                                                                         |
| ------ | --- | --------------------------------------------- | -------------------------------------------------- | ------------------------------------------------ | ------------------------------------------------------------------------------- |
| Teil 1 | 1,1–3 | 1,4–16                                        | 1,4–16                                             | 1,4–16                                           | 2,1–11                                                                          |
| Teil 1 | Erste Berufung zur Predigt in Ninive - Wortereignisformel - kein festgelegter Ort - Handlung: „Jona machte sich auf den Weg“  | Hauptakteur                                   | Seeleute                                           | Jona                                             | Jona                                                                            |
| Teil 1 | Erste Berufung zur Predigt in Ninive - Wortereignisformel - kein festgelegter Ort - Handlung: „Jona machte sich auf den Weg“  | Gottgesandte Notlage(wirklich oder empfunden) | Seesturm                                           | Gott verfolgt seinen Propheten                   | Rettender Fisch wird für Jona zum Gefängnis                                     |
| Teil 1 | Erste Berufung zur Predigt in Ninive - Wortereignisformel - kein festgelegter Ort - Handlung: „Jona machte sich auf den Weg“  | Gebet(und Handlung)                           | Seeleute beten zu Gott (und werfen Jona ins Meer)  | Jona weigert sich zu beten (und flieht ins Meer) | Der gedemütigte Prophet bittet um Errettung                                     |
| Teil 1 | Erste Berufung zur Predigt in Ninive - Wortereignisformel - kein festgelegter Ort - Handlung: „Jona machte sich auf den Weg“  | Gottes Antwort                                | Das Meer beruhigt sich                             |                                                  | Der Fisch spuckt Jona an Land                                                   |
| Teil 2 | 3,1–3a | 3,3b–4,5                                      | 3,3b–4,5                                           | 3,3b–4,5                                         | 4,6–11                                                                          |
| Teil 2 | Zweite Berufung zur Predigt in Ninive - Wortereignisformel - kein festgelegter Ort - Handlung: „Jona machte sich auf den Weg“ | Hauptakteur                                   | Bewohner Ninives                                   | Jona                                             | Jona                                                                            |
| Teil 2 | Zweite Berufung zur Predigt in Ninive - Wortereignisformel - kein festgelegter Ort - Handlung: „Jona machte sich auf den Weg“ | Gottgesandte Notlage(wirklich oder empfunden) | Prophezeiung des Untergangs                        | Jona ärgert sich über Gottes Erbarmen            | Rizinusstrauch, der Jona vor seinem Ärger rettet, verdorrt und die Sonne sticht |
| Teil 2 | Zweite Berufung zur Predigt in Ninive - Wortereignisformel - kein festgelegter Ort - Handlung: „Jona machte sich auf den Weg“ | Gebet(und Handlung)                           | Gebet zu Gott (und Rückgabe gestohlenen Eigentums) | Protestgebet (und Verlassen der Stadt)           | Protestierender Prophet ist verzweifelt, verweigert jedoch das Gebet            |

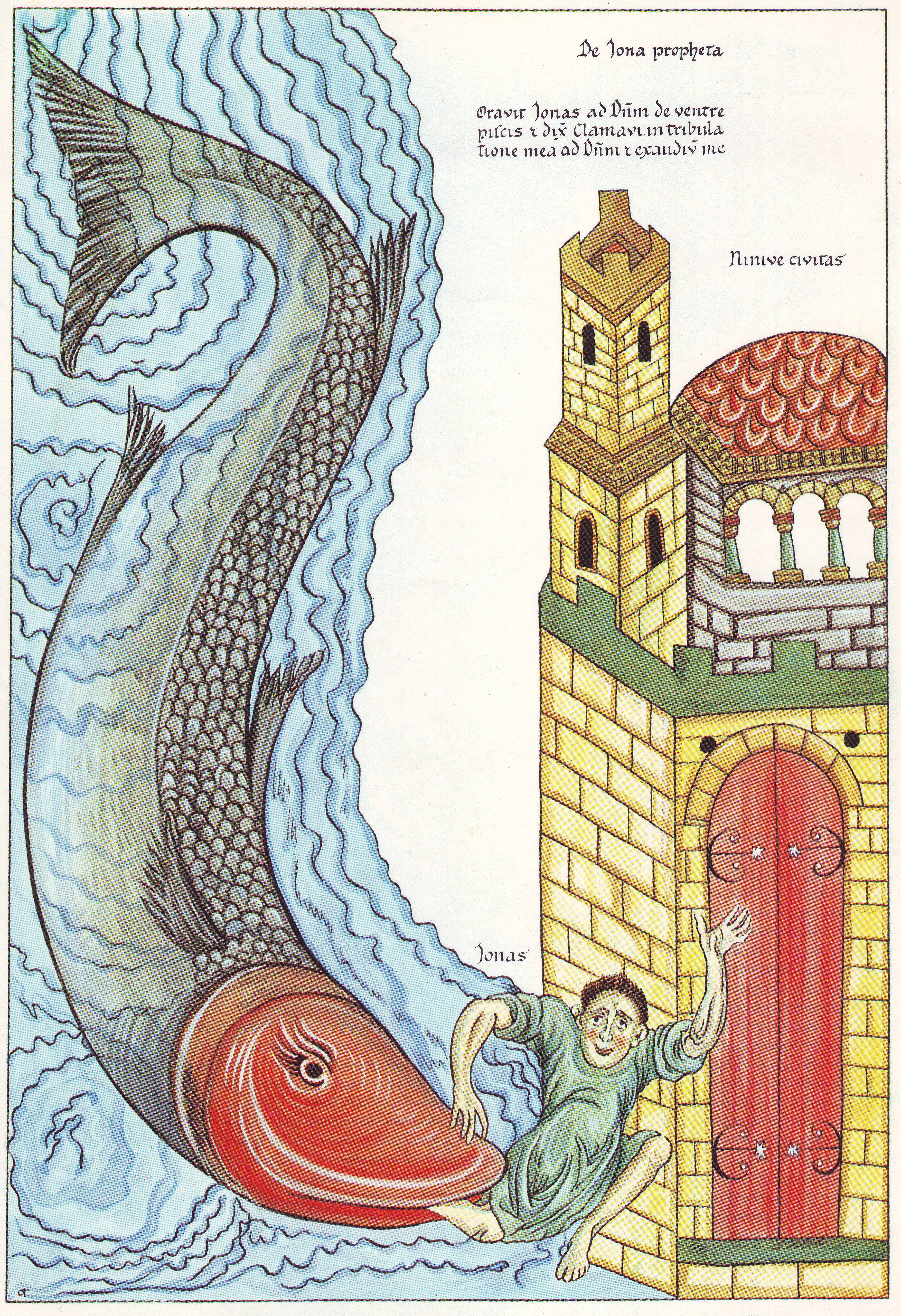
Der Prophet Jona wird vom Fisch bei Ninive ausgespien, aus „Hortus Deliciarum“ der Herrad von Landsberg (um 1180)

| Teil 2 | Zweite Berufung zur Predigt in Ninive - Wortereignisformel - kein festgelegter Ort - Handlung: „Jona machte sich auf den Weg“ | Gottes Antwort                                | Gott hat Erbarmen                                  |                                                  | Antwort Gottes und Versöhnung                                                   |

### Inhaltsangabe
1. Kapitel

Das Buch Jona beginnt mit einer Wortereignisformel: Jona erhält von JHWH den Auftrag, nach Ninive zu gehen, um den Bewohnern aufgrund ihrer Bosheit ein Strafgericht Gottes anzukündigen. Zwar „machte sich [Jona] auf den Weg“ (V. 3a), jedoch in die entgegengesetzte Richtung, um über Jafo mit einem Schiff nach Tarsis zu fliehen. In Reaktion darauf lässt Gott einen gewaltigen Sturm aufkommen, durch den das Schiff in Seenot gerät. Durch das Los wird Jona als Verantwortlicher erkannt. Auf Jonas Vorschlag hin werfen die Seeleute ihn nach anfänglichem Zögern über Bord, woraufhin der Sturm endet und die Seeleute JHWH opfern.
2. Kapitel

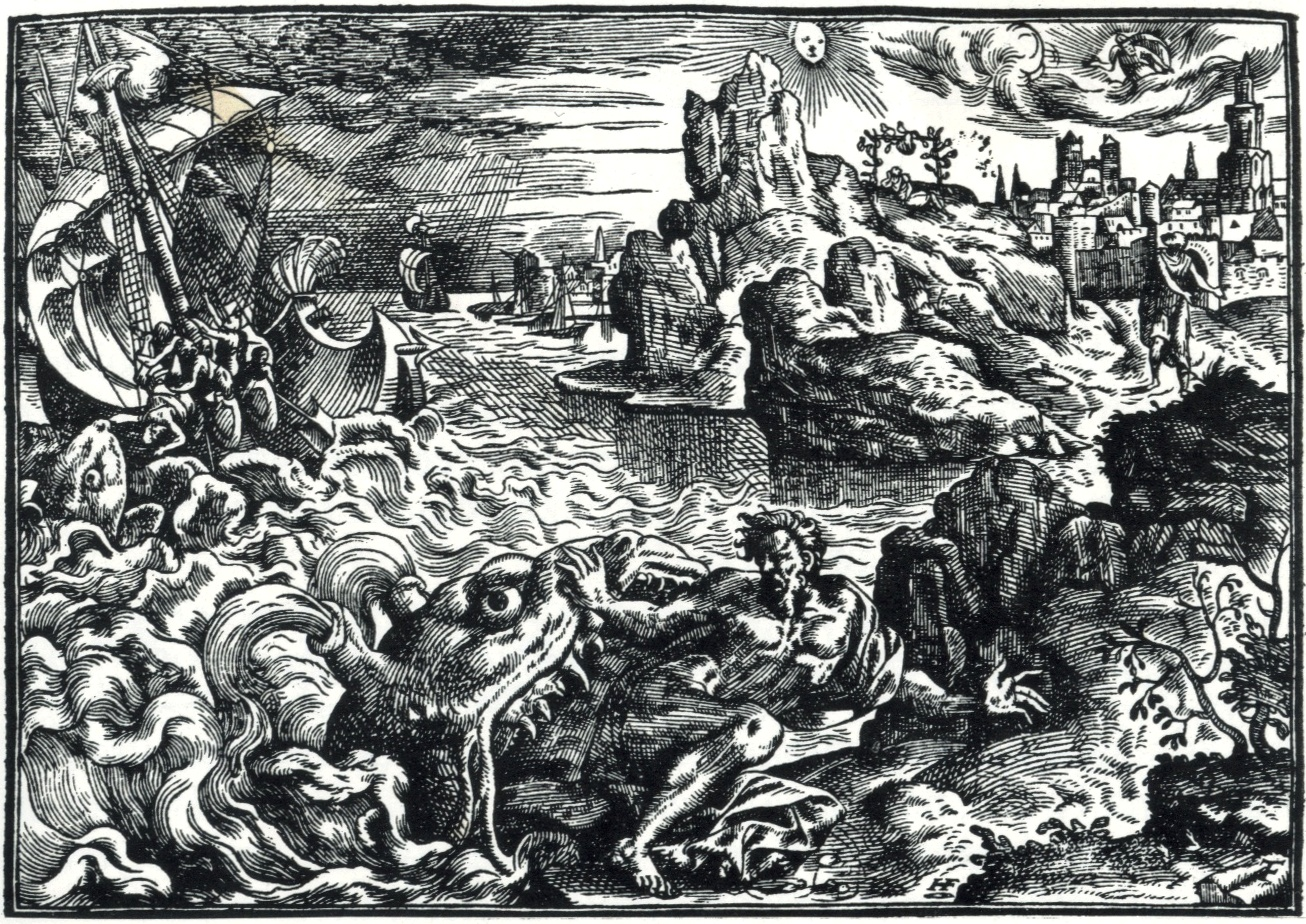
Jona wird vom „Wal“ verschlungen (Hintergrund) und nach drei Tagen an Land ausgespien

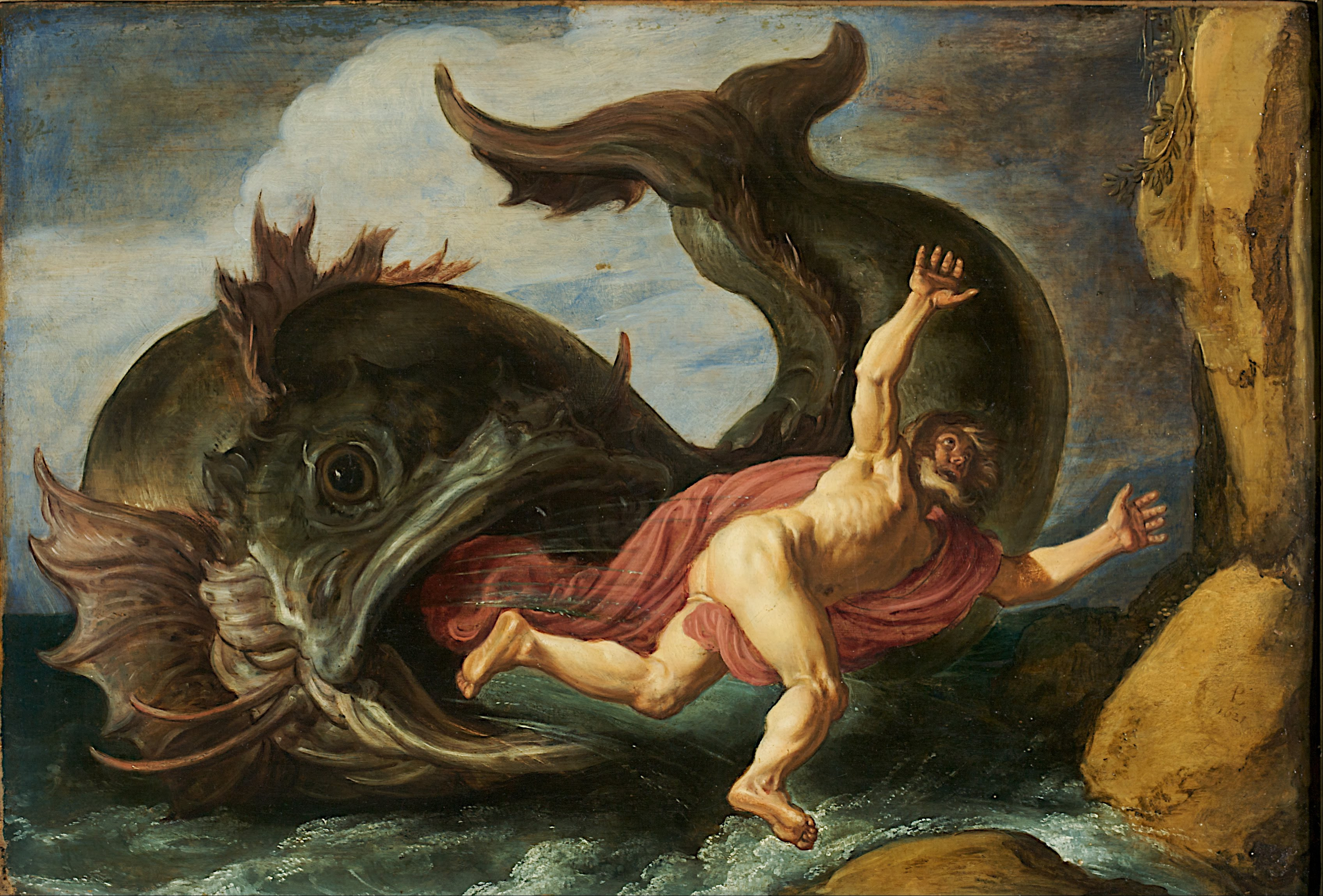
Jona und der Wal, Gemälde von Pieter Lastman, 1621

Ein von JHWH gesandter Fisch verschluckt Jona. Nach drei Tagen und drei Nächten im Bauch des Tieres betet Jona einen Dankpsalm, woraufhin der Fisch ihn auf JHWHs Befehl an Land spuckt.
3. Kapitel
Im selben Wortlaut wie Kapitel 1 beginnt auch Kapitel 3 mit einer Wortereignisformel und dem erneuten Auftrag an Jona, dem dieser nun Folge leistet. Hier erfolgt die einzige Prophetie des Jonabuchs: „Noch vierzig Tage und Ninive ist zerstört!“ (3,4b ). Obwohl diese Ankündigung ohne Begründung und ohne Erwähnung Gottes geschieht, löst sie bei den Niniviten eine Bußbewegung aus, die die ganze Bevölkerung einschließlich der Tiere umfasst. Die Buße führt dazu, dass Gott die Stadt verschont, das angekündigte Gericht also nicht vollstreckt.
4. Kapitel

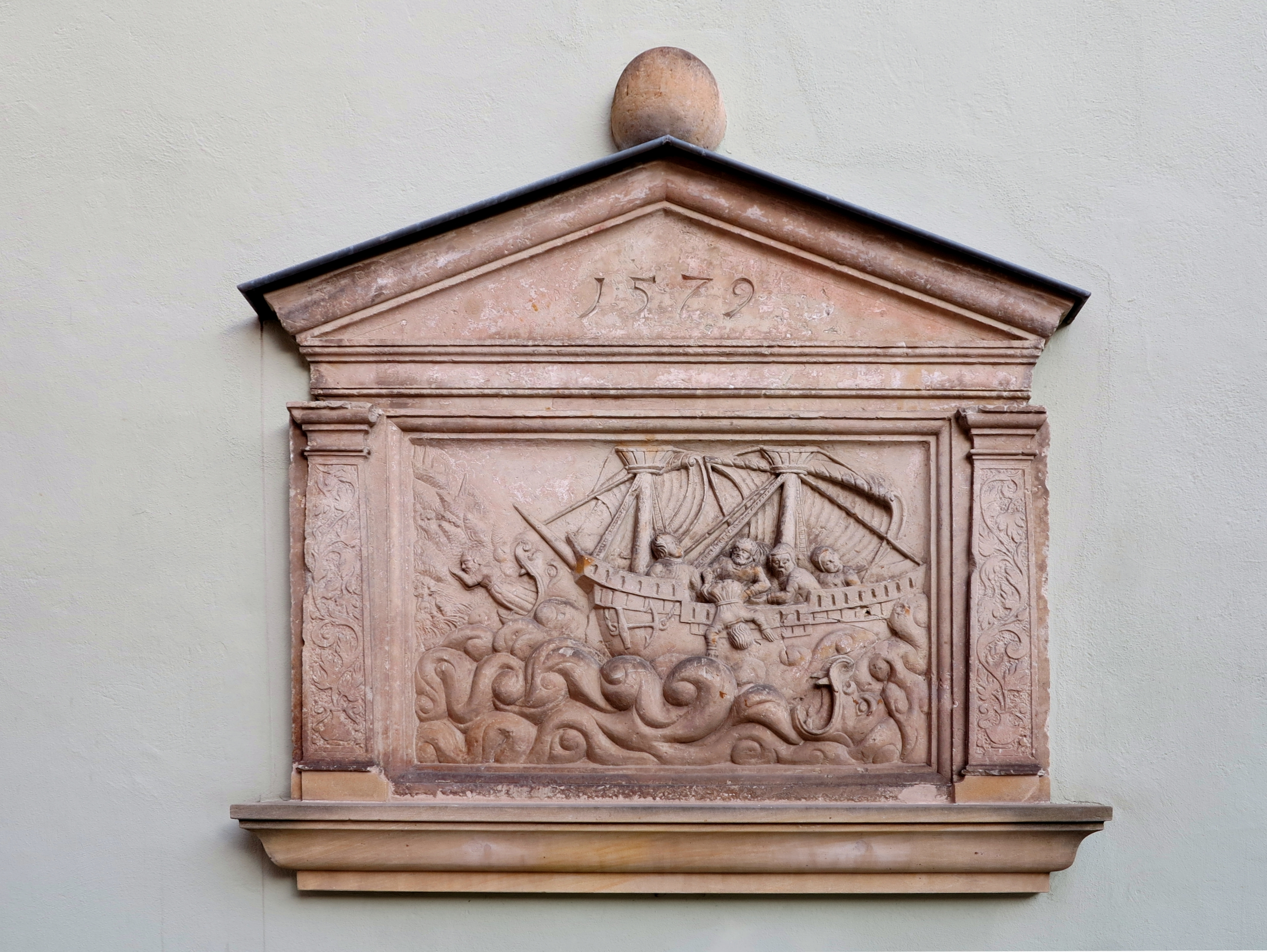
Bildliche Darstellung der Jona-Geschichte an der Nordwestecke des Marktplatzes in Pirna

Diese Begnadigung löst in Jona großen Zorn aus. Nun begründet er erstmals seine anfängliche Flucht: Er habe um Gottes Güte gewusst und daher die Verschonung vermutet. Jetzt wünscht er sich den Tod. Die Berechtigung Jonas Zorns wird von JHWH in Frage gestellt, woraufhin er die Stadt verlässt und sich außerhalb eine Laubhütte erbaute, um das Kommende abzuwarten. 

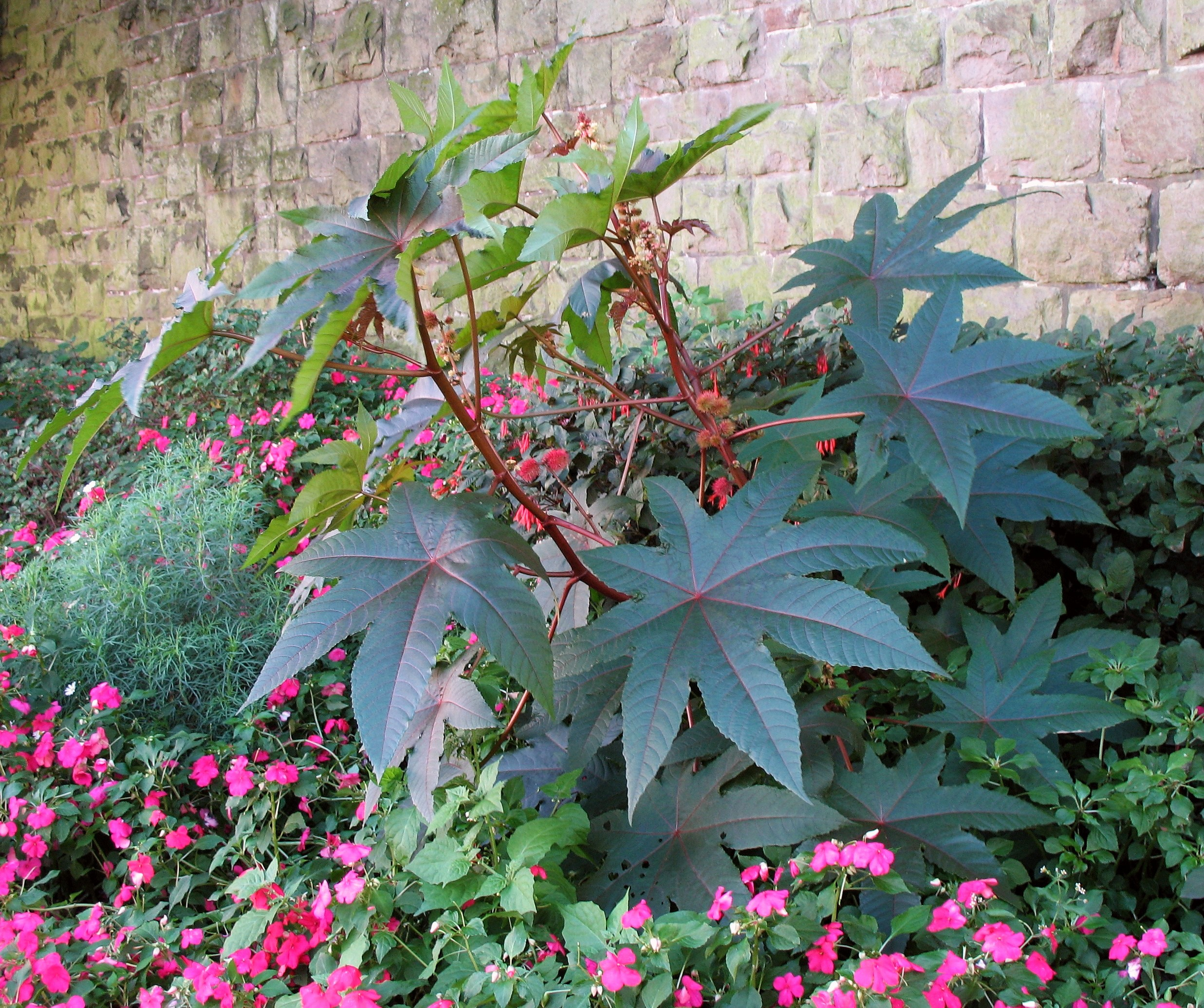
Rizinusstaude

Gott lässt über diese Hütte zu Jonas Freude eine schattenspendende Rizinusstaude wachsen, die er jedoch bereits am nächsten Morgen verdorren lässt. Ein gottgesandter Ostwind und die heiße Sonne lassen Jona beinahe ohnmächtig werden und erneuern den Wunsch zu sterben. Erneut fragt JHWH nach der Berechtigung des Zornes des Propheten:

„Du hast Mitleid mit einem Rizinusstrauch, für den du nicht gearbeitet und den du nicht großgezogen hast. Über Nacht war er da, über Nacht ist er eingegangen. Soll ich da nicht Mitleid haben mit Ninive, der großen Stadt, in der mehr als hundertzwanzigtausend Menschen leben, die zwischen rechts und links nicht unterscheiden können - und außerdem so viel Vieh?“

Damit endet die Erzählung, ohne dass eine Antwort oder anderweitige Reaktion Jonas auf diese Frage berichtet würde.

## Theologie
Die theologische Botschaft des Buches Jona ist nicht leicht zu erfassen, es existiert eine Vielzahl von Interpretationen. Die offene Schlussfrage regt die Leser dazu an, die Berechtigung des Mitleids Gottes mit Ninive nachzuvollziehen. Soweit ist das Anliegen des Textes eindeutig nachvollziehbar. Das eigentliche Problem ist damit aber noch nicht erfasst, da noch nicht klar ist, welche Schwierigkeit mit dieser Begnadigung verbunden sein könnte. Auf die Figurenebene der Erzählung bezogen heißt das: Die Interpretation hat zu klären, warum Jona sich zuerst der Sendung nach Ninive zu entziehen sucht und warum er nach erfolgter Begnadigung Ninives zu Tode verärgert ist.
In Antwort auf die Fragen: Was war der Grund für Jonas Widerstand gegen seinen prophetischen Auftrag? Und: Was lehrt Gott Jona durch Sturm, Fisch und Rizinussstrauch? lassen sich die verschiedenen Deutungsversuche auf vier Grundpositionen zusammenfassen:
- Die Erzählung zeigt die rettende Kraft der Umkehr. Jonas Widerstand zeigt seinen Eifer für Gerechtigkeit und die Auffassung, dass Sünde ausschließlich durch Strafe gesühnt werden könne. Darauf weist auch die Lesung des Jonabuchs an Jom Kippur hin. In der christlichen Auslegungsgeschichte führte diese Interpretation zur Deutung Jonas als Repräsentat des bußunfertigen Judentums bzw. Typos der „ungläubigen Juden“, die Jesus nicht als Messias anerkennen, im Gegenüber zu den Heiden als „besseren Juden“. Das Thema der Umkehr ist jedoch nur in Kapitel 3 von Bedeutung. Die Schlussszene nennt die Liebe Gottes zu seinen Geschöpfen als Grund für die Rettung.[17][1]
- Das Buch kritisiert nationalistische Tendenzen des nachexilischen Judentums und betont, dass Israels Erwählung als Gottesvolk darauf abziele, allen Völkern die Botschaft vom wahren Gott zu bringen. Ninive steht dabei symbolisch für die Heiden, Jona repräsentiert den israelitischen Exklusivismus, der das Heil auf Israel eingeschränkt sehen möchte. Freilich muss Jona anhand des Rizinus lernen, dass diese Einschränkung nicht gilt. Gott ist nicht nur für Israel da, er sorgt sich um alle Völker. Die Jonaerzählung kann bei diesem Ansatz als Satire aufgefasst werden, in deren Mittelpunkt die Jonagestalt als bornierte Witzfigur steht. An ihren Erlebnissen wird die Unmöglichkeit einer engstirnigen religiösen Grundhaltung entlarvt. Diese Auslegung führte zu schrecklichen Antijudaismen, da man Jona als „typischen“ Juden sah, der das Heil nicht teilen möchte. Das Verhältnis zwischen Israel und den Völkern bzw. Juden und Heiden ist jedoch nicht das Hauptthema des Buchs, die Heiden sind lediglich Rollen, die von der Bedingungslosigkeit und Universalität der Liebe Gottes erzählen, aus der auch Jona lebt.[17][1][18][19]
- Das Jonabuch ist eine Lehrerzählung über die Dramatik der prophetischen Berufung bzw. die Bedeutung der Gerichts- und Unheilsprophetie. Jona hält daran fest, dass sich die Prophetie erfüllen muss, damit er nicht als falscher Prophet und Gott nicht als Lügner dastehen. Diese Perspektive spielt in der Schlussszene keine Rolle mehr und würde ein trauriges Prophetenbild zeichnen, dass die Ehre der Propheten vor Umkehr und Errettung setzt.[17][20] Gottes Mitleid mit seinen Geschöpfen lässt ihn auch dann von der Erfüllung einer Prophezeiung absehen, wenn er selbst den Propheten beauftragt.[21]
- Das Buch ist eine theologische Prophetenerzählung. Sie lädt dazu ein, sich zu Gottes Wahrheit führen zu lassen, die am Ende des Buches steht: Als Gott des Rechts bewegt er zur Umkehr und zeigt sich darin als Gott der Vergebung. So ist JHWH als Schöpfergott ein Gott der Gnade, weil er seine Geschöpfe grenzenlos liebt. Von dieser Liebe allein lebt auch Jona. Sein Schweigen am Ende des Buches zeigt seine Einsicht.[22]

Wenn man den Fokus stärker darauf legt, dass Jona als israelitischer Prophet in eine fremde Hauptstadt geschickt wird und man zugleich Ninive nicht als pars pro toto für die Nichtisraeliten überhaupt auffasst, sondern dem sonstigen alttestamentlichen Befund entsprechend zunächst als Hauptstadt Assyriens, also einer Weltmacht, die für Israel ein gefährlicher Gegner war und die Israel letztlich unter ihre Vorherrschaft brachte, dann bietet sich ein weiterer Interpretationsansatz an: Jona sucht sich der Sendung nach Ninive zu entziehen, weil er nicht durch eine Gerichtswarnung dazu beitragen will, dass das gefährliche Ninive Buße tun kann. Er weiß nämlich, dass der gnädige Gott in diesem Fall die Feinde Israels begnadigen wird und dass so eine mögliche Gefährdung Israels weiter besteht. Dieser Interpretationsansatz geht davon aus, dass das Jonabuch eine tiefe Enttäuschung verarbeitet, die in Israel vorhanden gewesen sein muss, nachdem es jahrhundertelang unter der Vorherrschaft fremder Großmächte stand. Dies war der Fall in der Zeit nach dem babylonischen Exil, als Israel erst unter persische, dann unter hellenistische Vorherrschaft geriet. Die wechselnde Vorherrschaft fremder Großmächte spiegelt das Jonabuch insofern, als in seiner Darstellung von Ninive nicht nur assyrische, sondern auch persische Elemente vorhanden sind. Das Ninive des Jonabuches steht damit als Symbol für sämtliche Großmächte, die über Israel herrschten. Für fromme Israeliten musste sich angesichts der bleibenden Vorherrschaft fremder Mächte die Frage stellen, warum Gott diese Vorherrschaft über das erwählte Volk nicht beendet. Die Tragweite dieses Konflikts zeigt sich, wenn man bedenkt, dass Israel ja durch die babylonische Eroberung Jerusalems und die Exilierung weiter Bevölkerungsanteile erlebt hatte, wie existenzbedrohend die Vorherrschaft fremder Großmächte sein kann.

### Verschlingungsmotiv
Über die Verschlingung von Menschen durch große Seetiere existieren weltweit verschiedene Geschichten, die sich jedoch nicht auf eine einzige Urform zurückführen lassen, die auch im Jonabuch aufgenommen wurde. Ebenso ist ein Anklang bestimmter Versionen der Herakles-Hesione- bzw. Perseus-Andromeda-Sage unwahrscheinlich, da der Fisch im Jonabuch ein göttliches Rettungswerkzeug darstellt, dem auch im Psalm gedankt wird, nicht wie in anderen Erzählungen ein bedrohliches Ungeheuer. Obwohl die engsten Parallelen zu Jona 2 in indischen Erzählungen sehr viel späterer Zeit vorliegen, ist anzunehmen, dass das Verschlingungsmotiv aus Indien in den Mittelmeerraum langte und dort vom Verfasser des Jonabuchs rezipiert wurde. Möglich ist ein Zusammenhang mit Alexanders Indienfeldzug, in dessen Zusammenhang eine Flottenexpedition durchgeführt wurde, bei denen die Griechen die Wale des Indischen Ozeans kennenlernten. Das passt zu einer Datierung des Buches in hellenistischer Zeit.
Betrachtet man den großen Fisch im biblischen Zusammenhang, liegt eine Version der ursprünglich mythischen Meerwesen nahe, die an verschiedenen Stellen erwähnt sind, um die uneingeschränkte Verfügung JHWHs über die ganze Schöpfung zeigt. Das Verschlingen und Ausspeien Jonas wird in der Erzählung von JHWH gelenkt und erscheint so als Ausdruck der universalen göttlichen Herrschaft.

## Wirkungsgeschichte

### Judentum

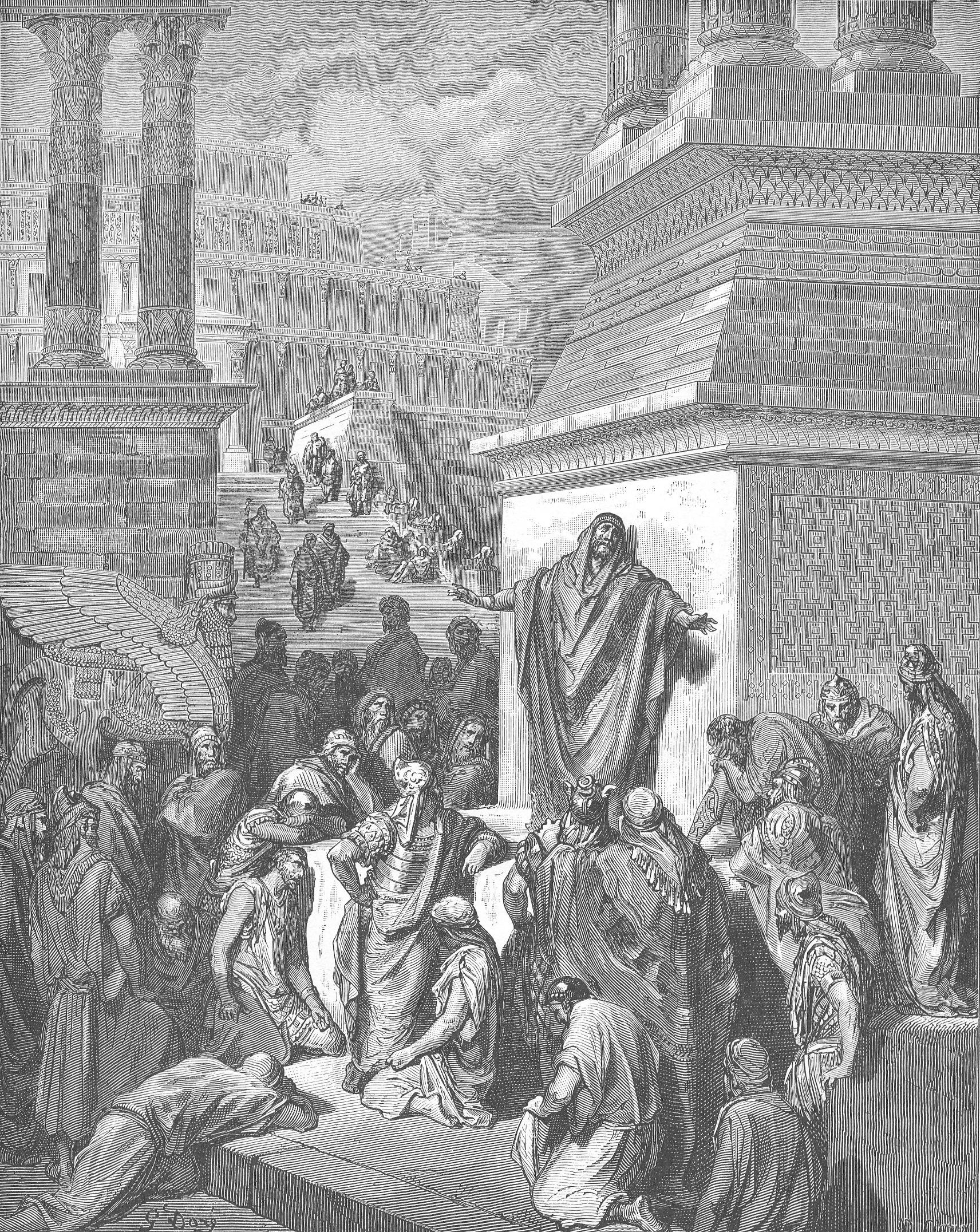
Jona predigt den Nineviten, von Gustave Doré, 1883

Die „Mechilta des Rabbi Jischmael“ erklärt Jonas Fluchtversuch damit, dass der Prophet einen Ort erreichen wollte, wo sich die Einwohnung Gottes nicht offenbart, dabei jedoch nicht glaubte, dem Machtbereich Gottes entfliehen zu können. Damit wird ein jüdisches Konzept aufgenommen, dass Gottes Gegenwart in der Welt beschreibt: Sein Machtbereich erstreckt sich über die gesamte Welt, jedoch ist diese Weise seiner Gegenwart nicht allgegenwärtig. Auch unter den Bedingungen neuzeitlicher Bibelwissenschaft lässt sich so der rationale Kern der Flucht darin sehen, dass Jona glaubte, außerhalb des Heiligen Landes keine Berufung zur prophetischen Verkündigung erhalten zu können.
Schon im antiken Judentum brachte das Buch die Frage nach wahrer und falscher Prophetie auf. Der „Midrasch Jona“ sagt, dass Jona bereits vor seiner Sendung mehrfach erlebte, dass Gott sein Gericht nicht ausführte, nachdem das Volk Buße tat und er so als Lügenprophet bezeichnet wurde, was seine anfängliche Flucht begründe.
Bis heute wird die Jonarolle als Prophetenlesung an Jom Kippur gelesen. Die Verwendung beruht einerseits auf der Buße von und Vergebung für Ninive, andererseits auf dem Verständnis Jonas als bußfertigen und geretteten Sünder. Im „Midrasch Jona“ wird das Dankgebet Jonas im Wal als Hilferuf und Schuldbekenntnis umgedeutet. Diese Deutung scheint in jüdischer Tradition weit verbreitet.

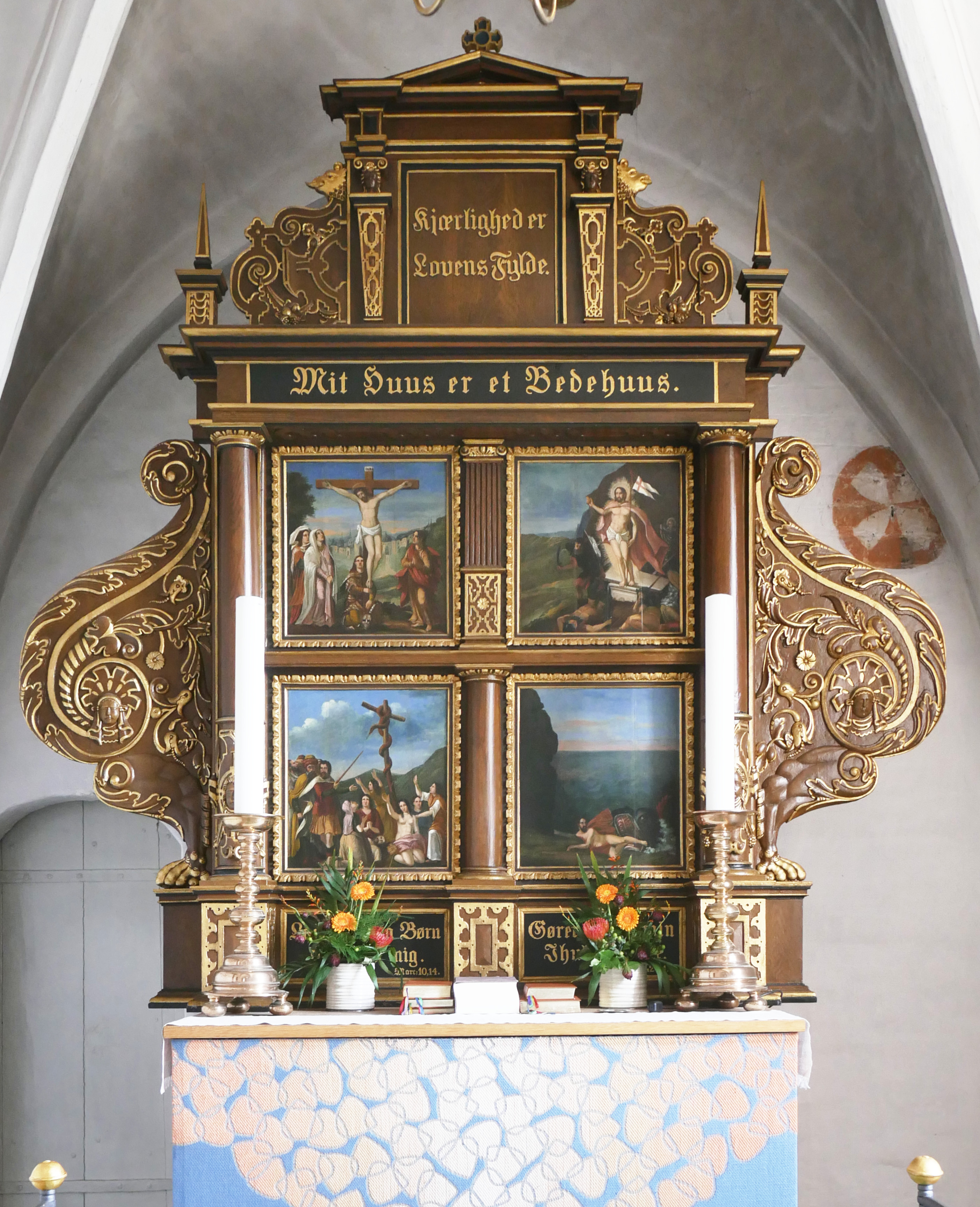
Gegenüberstellung von Auferstehung Christi und Jona auf dem Altar der Ølsted Kirke (Halsnæs Kommune)

Die vitae prophetarum ist die älteste Bezeugung der in antik-jüdischen Texten wiederholt vorkommende Identifizierung Jonas mit dem Sohn der Witwe von Sarepta. Der Anachronismus muss den schriftbewanderten Lesern bewusst gewesen sein, da Elia lange vor Jona ben Amittai lebte. Die Identifizierung ist in der „schöpferischen Geschichtsschreibung“ dadurch möglich, dass die Verschlingung und das Ausspeien Jonas als Geschehen von Tod und Auferstehung interpretiert wurde. So wurde nicht nur dem namenlosen Sohn der Witwe ein Name gegeben, sondern auch Jona als jemand charakterisiert, der vor Gott starb und von Gott zu neuem Leben erweckt wurde.

### Christentum
Im Neuen Testament wird Jona dreimal erwähnt: Mt 12,38–40 , Mt 16,4  und Lk 11,29–32 . Jesus reagiert auf die Zeichenforderung der Pharisäer, Sadduzäer und Schriftgelehrten, indem er allein das „Zeichen des Jona“ ankündigt. In Mt 12,40  erklärt Jesus dieses Zeichen direkt: „Denn wie Jona drei Tage und drei Nächte im Bauch des Fisches war, so wird auch der Menschensohn drei Tage und drei Nächte im Schoß der Erde sein.“ Mt 16,4  verzichtet auf eine Erläuterung des Zeichens, während Lk 11,30  ergänzt: „Denn wie Jona für die Einwohner von Ninive ein Zeichen war, so wird es auch der Menschensohn für diese Generation sein.“ Umstritten ist, ob es sich bei der Deutung auf Tod und Auferstehung Jesu um einen ursprünglichen Bestandteil handelt oder nicht. So kann es sich beim Zeichen um die Legitimierung des Gottgesandten durch die Errettung aus dem Tod handeln. Bultmann dagegen sieht die ursprüngliche Bedeutung darin, dass der Menschensohn zum Gericht aus dem Himmel kommen wird, wie Jona nach Ninive kam. Andere Theologen beziehen die Rede auf den gegenwärtigen Menschensohn und das Zeichen in der Bußpredigt, die zur Umkehr ruft.
Mt 12,41 f  und Lk 11,31 f  nennen die Bewohner von Ninive und die Königin von Saba als Ankläger im Endgericht gegen die Zeitgenossen Jesu. Die Niniviten bekommen diese Rolle, weil sie im Gegensatz zu den Zeitgenossen Jesu auf die Verkündigung hin Buße taten, obwohl Jona geringer war als Jesus. Das Motiv der frömmeren Heiden wird in Mt 12,40  zu einer  „eschatologischen Umkehrung gesteigert, dank derer die Heiden zu Berufenen werden, das erwählte Volk zum verworfenen wird“.

In der christlichen Kunst findet Jona als Symbol für Auferstehung und seliges Nachleben Verwendung. Jonadarstellungen – Meerwurf, Verschlingung durch einen als Ungeheuer dargestellten Fisch, das Ausspeien und die Ruhe in der Kürbislaube – gehörten in der frühchristlichen Grabkunst zu den beliebtesten Motiven. Der ruhende Jona symbolisiert dabei die Seligkeit der Toten. Ein direkter Zusammenhang zum „Zeichen des Jona“ ist trotz der inneren Entsprechung der Logik nicht nachweisbar. Die Darstellung des ruhenden Jona entspricht weder der biblischen Schilderung noch der altkirchlichen Auslegung, somit sind sie ein Teil der frühchristlichen Frömmigkeit und nicht der Theologie. Ab der Mitte des 3. Jahrhunderts werden die biblisch-theologischen Einflüsse bemerkbar. Nun wird Jona auch unter dem vertrockneten Strauch sitzend dargestellt, ab dem Mittelalter werden auch der Meerwurf und Ausspeiung als Symbole für Grablegung und Auferstehung dargestellt. Außerdem wurde Jona seit der Alten Kirche aufgrund seiner Verbindung mit der Rettung aus dem Tod bzw. der Auferstehung mit der Taufe verbunden.
Die christlichen Gedenktage sind:

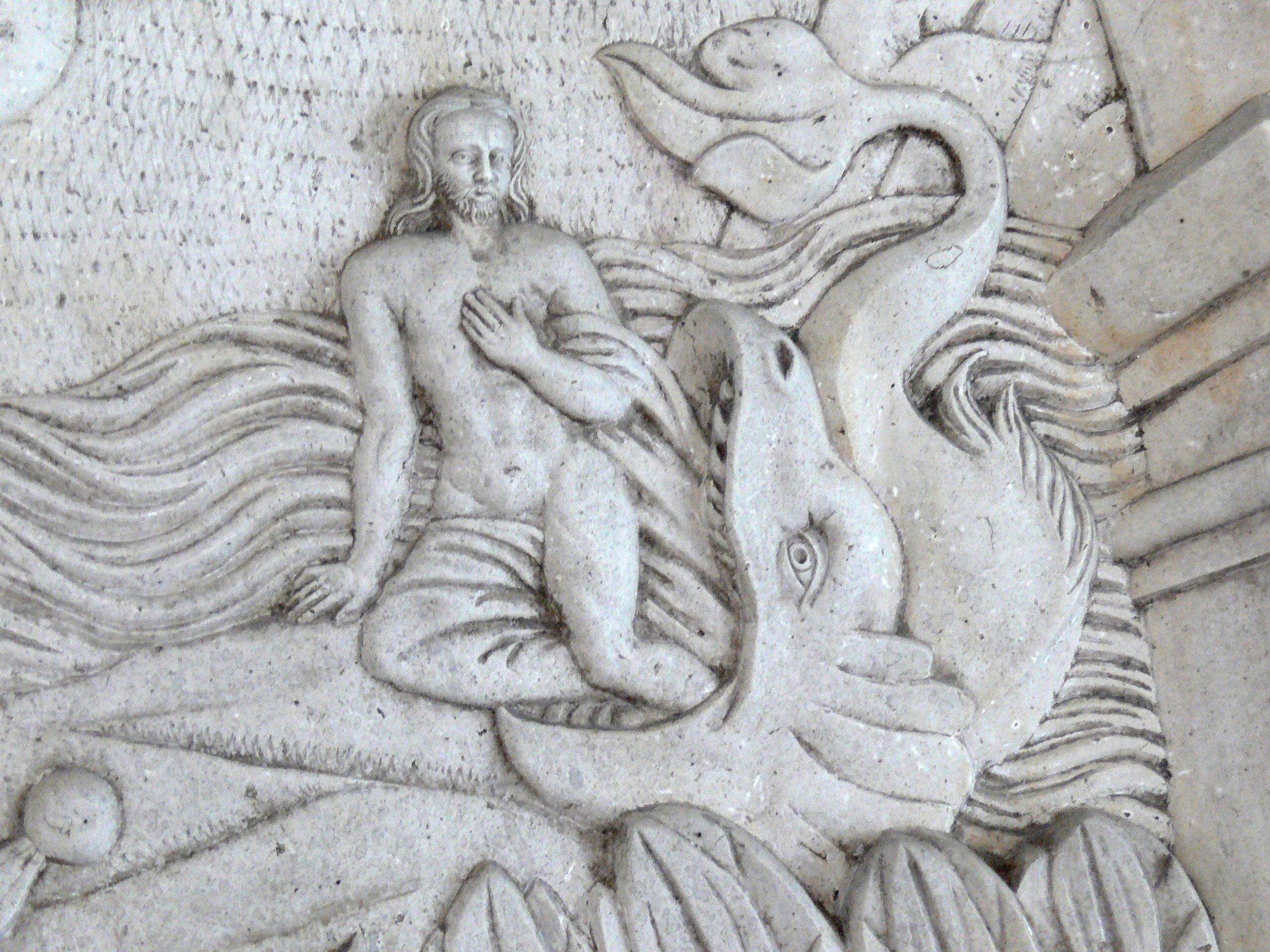
Christus als neuer Jonas (1595), Pfarrkirche Sarleinsbach/OÖ

- evangelisch: 22. September im Kalender der Lutherischen Kirche – Missouri-Synode
- römisch-katholisch: 21. September
- orthodox: 21. September und 22. September
- armenisch: 22. September
  - liturgische Feier am Freitag nach dem 3. Vorfastensonntag und am 3. Dienstag nach dem Verklärungssonntag
- koptisch: 22. September und 5. Oktober
- athiopisch-orthodox: 22. September
  - Tag, an dem er aus dem Bauch des Wals herauskam: 11. Juli
- syrisch-orthodox: 22. September

### Islam
→ siehe auch: Yunus (Prophet)
Jona ist der einzige Buchprophet der Bibel, der im Koran namentlich genannt wird. Der Grund dafür liegt in der Besonderheit des Jonabuchs als einzige durchgehende Erzählung der Prophetenbücher, wodurch seine Figur eindrücklicher und wirkungsvoller gezeichnet ist als die anderer Buchpropheten. Jona wird in sechs Suren erwähnt, jedoch wird er in Sure 4,163 und Sure 6,86 lediglich in Aufzählungen biblischer Gestalten genannt.

Die Sure 10 trägt den Namen Jonas. Dort wird das „Volk des Jonas“ als einziges Beispiel für ein Volk genannt, dass dem Aufruf eines Propheten zu Umkehr und Glaube folgte – im Gegensatz zu den Mekkanern. In den folgenden Versen wird jedoch hervorgehoben, dass allein Gott entscheidet, wer sich bekehrt und wer nicht. Im Nachsatz, dass die Fürsorge Gottes nur „eine Weile galt“, wird das Wissen deutlich, dass Ninive schließlich zerstört wurde.

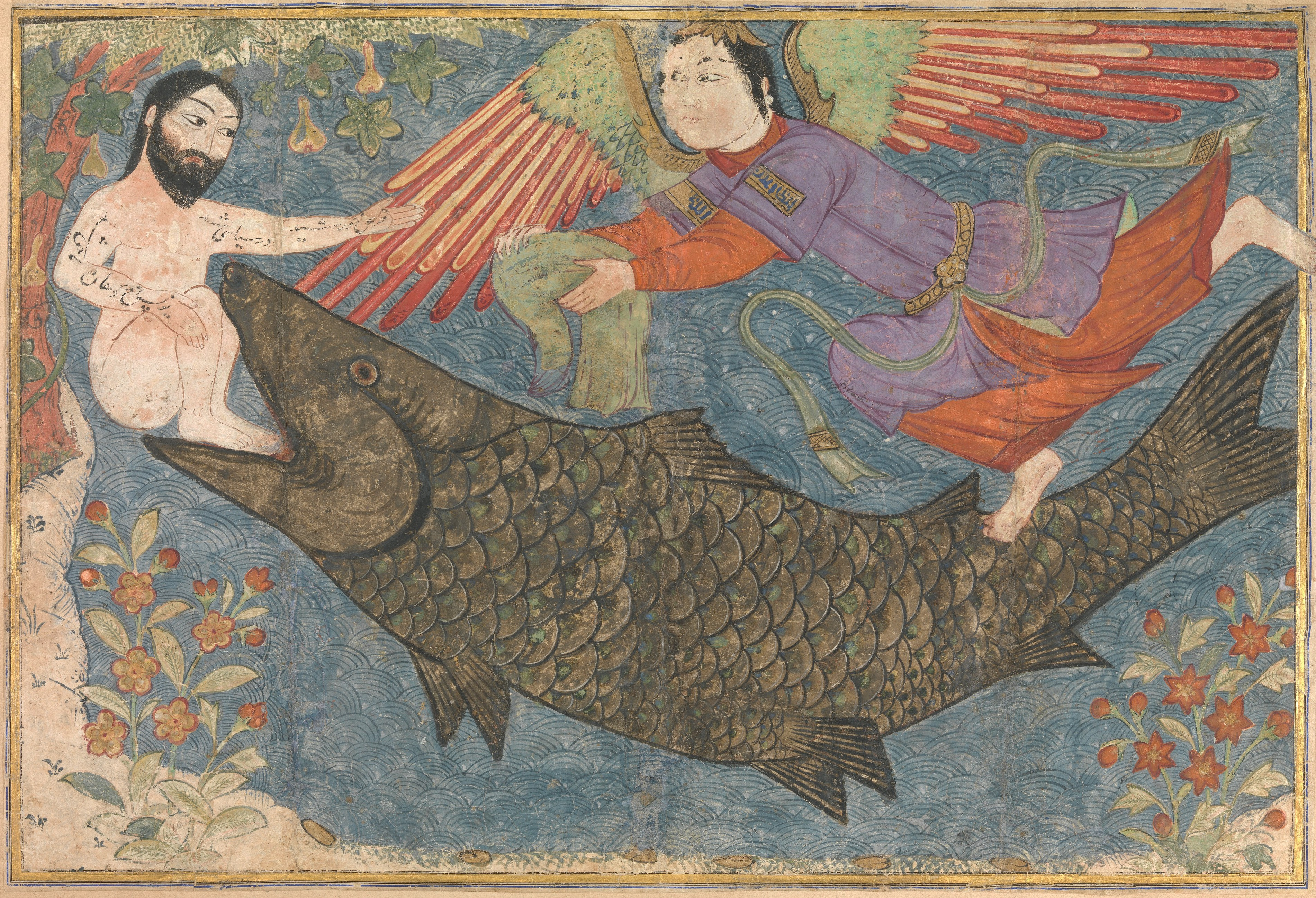
Jona und der Fisch, islamische Miniatur.

Die Jonapassage in Sure 21 erzählt vom Fluchtversuch Jonas, der die Allmacht Gottes verkannte. Es folgt ein Bekenntnis zum Unrecht und zur Einzigartigkeit Gottes, das den Dankpsalm der biblischen Erzählung ersetzt, und entspricht darin der jüdischen Tradition, dass sie den Dank als Schuldbekenntnis und Hilferuf umdeutet und die Rettung als göttliche Antwort auf das Gebet verstanden wird. Durch das Bekenntnis zur Einzigartigkeit Gottes wird Jona in die Reihe der Propheten gestellt, deren Aufgabe in der Verkündung des einzigen Gottes besteht.
Die Rezeption der Jonageschichte in Sure 37,139–148 greift auf viele Einzelheiten der biblischen Erzählung zurück. Auch hier wird deutlich, dass es bei der Verkündigung ausschließlich um die Einzigkeit Gottes und Bekehrung der Menschen zu diesem einzigen Gott geht, weshalb wesentliche Züge der biblischen Erzählung – Reue Gottes, Berechtigung der Gnade Gottes, die innere Zerrissenheit Jonas – fehlen.
Die nach islamischer Tradition zu den ältesten Suren zählende Sure 68 nimmt Bezug auf die misslungene Flucht Jonas. Jona wird hier kritisch erwähnt. Es handelt sich um einen Einschub, der Mohammad ermahnt. Die Errettung Jonas besteht hier nicht in der Rettung an sich, sondern darin, dass er nicht aufs kahle Land geworfen, erwählt und zu einem Rechtschaffenen gemacht wird. Hier ergeht eine Mahnung zur Geduld. Die Auseinandersetzung mit den Mekkanern ist jedoch auch hier greifbar.
In den Hadith wird Jona ebenfalls erwähnt. Hier lehnt Mohammed ab, höher geachtet zu werden als andere Propheten. Ob hier Jona als besonders geringes Beispiel genannt wird oder die Erwähnung neben Mose als besondere Hochschätzung zu verstehen ist, bleibt offen.

### Ortstraditionen
Auf dem Gebiet des antiken Ninive verehren die Muslime ein Jonagrab, über dem eine Moschee errichtet ist. Auch in Palästina werden verschiedene Jonagräber verehrt, unter anderem im Ort ḥalḥûl zwischen Jerusalem und Hebron, in el-mešhed in der Nähe von Sepphoris in Galiläa. Die Verehrung geht auf die antike jüdische Tradition zurück, heute sind beide Gräber jedoch mit Moscheen verbunden.
Wenige Kilometer südlich von Jaffa befindet sich ein christliches Jonaheiligtum; bis ins 19. Jahrhundert ließen sich dort Reste einer Basilika erkennen. Der Hügel entspricht vermutlich dem auf der Madabakarte verzeichneten Ort einer Jona-Kirche.

### Exegetische Fachliteratur
Forschungsbericht
- Claude Lichtert: Un siècle de recherche à propos de Jonas. Revue Biblique 112 (2005), 192–214; 330–354.

Zur Einführung und weiteren Literaturerschließung
- Erhard Blum: Das Buch Jona (= Hans Vilmar Geppert [Hrsg.]: Große Werke der Literatur. Band 2). Augsburg 1992, ISBN 3-7720-2502-1, S. 9–21.
- Meik Gerhards: Studien zum Jonabuch. (= Biblisch-theologische Studien. Band 78). Neukirchener-Verl., Neukirchen-Vluyn 2006, ISBN 3-7887-2181-2.
- Rainer Kessler: Jona. In: Biographisch-Bibliographisches Kirchenlexikon (BBKL). Band 3, Bautz, Herzberg 1992, ISBN 3-88309-035-2, Sp. 629–632 (Artikel/Artikelanfang im Internet-Archive).
- Hans Walter Wolff: Studien zum Jonabuch. Mit einem Anhang von Jörg Jeremias: Das Jonabuch in der Forschung seit H. W. Wolff. Dritte erweiterte Auflage der Monographie von Wolff. Neukirchener-Verl., Neukirchen-Vluyn 2003, ISBN 3-7887-1865-X.

Kommentare (seit 1990)
- Friedemann W. Golka: Jona (= Calwer Bibelkommentare). Calwer Verlag, Stuttgart 1991, ISBN 3-7668-3115-1. - 2. Auflage. Calwer Verlag, Stuttgart 2007, ISBN 978-3-7668-3949-7.
- Jörg Jeremias: Die Propheten Joel, Obadja, Jona, Micha (= Das Alte Testament deutsch. Band 24,3). Vandenhoeck & Ruprecht, Göttingen 2007, ISBN 978-3-525-51242-5, S. 75–112.
- Jack M. Sasson: Jonah. a new translation with introduction, commentary, and interpretation (= The Anchor Bible. 24B). Doubleday, New York 1990, ISBN 0-385-23525-9.

Sonstige exegetische Literatur
- Jean-Gérard Bursztein: Antike hebräische Heilserfahrung und Psychoanalyse. Das Buch Jonah. Turia + Kant, Wien 2009, ISBN 978-3-85132-552-2
- Hartmut Gese: Jona ben Amittai und das Jonabuch. In: ders.: Alttestamentliche Studien. Tübingen 1991, 122–138. (Abweisung der Interpretation als Satire bzw. einer bornierten Interpretation der Jona-Gestalt)
- Klaus Koenen: Biblisch-theologische Überlegungen zum Jonabuch. In: Zeitschrift für Neues Testament. 6 (2000), 31–39. (klare Ablehnung einer Entscheidung für einen einzelnen Interpretationsansatz)
- W.S. LaSor, D.A. Hubbard, F.W. Bush: Das Alte Testament. Entstehung - Geschichte – Botschaft. W.S. LaSor/D.A. Hubbard/F.W. Bush. Aus dem Amerikanischen. übersetzt und herausgegeben von Helmuth Egelkraut. Brunnen Verlag, Gießen 1989, ISBN 3-7655-9344-3 (XX, 799 Seiten, englisch: Old testament survey. Übersetzt von Helmuth Egelkraut). (Hierbei handelt es sich um eine evangelikale „Einleitung“ in das Alte Testament, die im Kapitel über das Jonabuch [S. 409–418] gegenüber dem Grundverständnis als Lehrerzählung – und nicht als Geschichtsbericht – offen ist)

-- 6. Auflage: Helmuth Egelkraut, W.S. LaSor, D.A. Hubbard, F.W. Bush: Das Alte Testament. Entstehung - Geschichte - Botschaft. Helmuth Egelkraut, begründet von W.S. LaSor/D.A. Hubbard/F.W. Bush. 6. Auflage, korrigierte Fassung der 5. grundlegend überarbeiteten und erweiterten . Brunnen Verlag GmbH, Gießen 2017, ISBN 978-3-7655-9570-7 (1264 Seiten, englisch: Old testament survey.).
- Rüdiger Lux: Jona. Prophet zwischen „Verweigerung“ und „Gehorsam“. FRLANT 162. Göttingen 1994.
- Ulrich Müller: Herzerweiterung für den Jona in mir. Edition Wortschatz, Cuxhaven 2022. ISBN 978-3-943362-79-4 (anwendungsorientierte Auslegung)
- Beat Weber: Jona. Der widerspenstige Prophet und der gnädige Gott (BG 27), Evangelische Verlagsanstalt, Leipzig 2012. ISBN 978-3-374-03050-7

Zur Verschlingungsepisode
- Meik Gerhards: Zum motivgeschichtlichen Hintergrund der Verschlingung des Jona. In: Theologische Zeitschrift (Basel) 59 (2003), 222–247.
- Hans Schmidt: Jona. Eine Untersuchung zur vergleichenden Religionsgeschichte (= Forschungen zur Religion und Literatur im Alten und Neuen Testament. Band 9). Vandenhoeck & Ruprecht, Göttingen 1907. (geht unter Voraussetzung eines in der heutigen Erzählforschung überholten evolutionistischen Denkens davon aus, dass das Verschlingungsmotiv des Jona-Buches eine Spielart eines uralten, weit verbreiteten Sonnenmythos sei; als Materialsammlung für Parallelen zur Verschlingungsepisode ist das Buch bis heute wichtig)
- A.J. Wilson: The Sign of Jonah and its modern Confirmation. In: Princeton Theological Review. 35 (1927), 630–642. (Versuch, die Historizität der Verschlingung unter Verweis auf Parallelfälle, u. a. J. Bartley, zu untermauern)

Zur Wirkungsgeschichte
- Uwe Steffen: Das Mysterium von Tod und Auferstehung. Formen und Wandlungen des Jona-Motivs. Vandenhoeck & Ruprecht, Göttingen 1963. (materialreiche Sammlung zur Motiv- und Wirkungsgeschichte des Verschlingungsmotivs mit tiefenpsychologischer Deutung)
- Uwe Steffen: Die Jona-Geschichte. Ihre Auslegung und Darstellung im Judentum, Christentum und Islam. Neukirchen-Vluyn 1994, ISBN 3-7887-1492-1.

### Vergleichende Literaturwissenschaft
- Simone Frieling: Der rebellische Prophet. Jona in der modernen Literatur. Sammlung Vandenhoeck, Göttingen 1999. ISBN 3-525-01225-X (Sammlung von Texten und Textauszügen sowie zwei Essays: Jona und die Dichter von Dieter Lamping und Jona – eine unendliche Geschichte von Rüdiger Lux)

### Belletristik
Als Zitat innerhalb eines Werkes
- Herman Melville: Moby Dick. 9. Kapitel: Die Predigt (von Vater Mapple)

Als Motiv innerhalb eines Werkes
- Carlo Collodi: Pinocchio. 35. Kapitel: Pinocchio entdeckt im Leib des Haifischs … Wen nur? (Wie im Jona-Buch steht der verschlingende Fisch, hier als „Riesenhai“, für die endgültige Läuterung des Protagonisten.)

Als eigenständige Variation des Jona-Buches
- Ulrich Karger: Kindskopf – Eine Heimsuchung. Novelle. EA Berlin 2002. TB-Neuausgabe. Edition Gegenwind, Norderstedt 2012; ISBN 978-3-8448-1262-6 (Eng an Reihung und Dynamik des Jona-Buches gebunden, sucht der Protagonist hierin dem Kinderwunsch seiner Ehefrau zu entfliehen.)